# Umberto Balestrazzi
Umberto Giuseppe Balestrazzi (Parma, 13 marzo 1885 – Roma, 1970) è stato un politico e sindacalista italiano.

## Biografia
Umberto Balestrazzi fu dirigente dell'Unione Sindacale Parmense, sarto, attivo fino da inizio secolo nelle formazioni giovanili dei socialisti.
Nel 1906 fu segretario del circolo di Parma, nel 1907, contrapposto alle posizioni ufficiali dei socialisti, passa alla linea sindacalista rivoluzionaria di Alceste de Ambris, svolge il lavoro politico-sindacale presso la Camera del Lavoro di borgo delle Grazie e, nello stesso anno, viene arrestato per i tafferugli che seguono una manifestazione anticlericale.
Viene scarcerato in maggio del 1908 e partecipa allo sciopero agrario, che subisce la sconfitta anche grazie alla astuta tattica portata avanti dagli agrari stessi.
Viene arrestato e condannato per la partecipazione agli incidenti scoppiati dopo una manifestazione anticlericale, si trasferisce in Francia, dove prende contatto con le organizzazioni operaie locali e conosce Jean Jaur's, il leader del socialismo francese.
Torna Parma nel 1914, è il periodo in cui Filippo Corridoni fa il noto viaggio in Francia che lo sposta su posizioni interventiste definitivamente, mentre Umberto Balestrazzi, all'opposto, entra in conflitto con la direzione sindacalista favorevole all'interventismo: fonda un gruppo di sindacalisti "neutralisti" con Mario Longatti, Casimiro Accini, Lodovico Saccani, Dante Vecchi e Alfredo Veroni. È da questo gruppo che, dopo il conflitto, può far rinascere l'Unione Sindacale Parmense con un giornale: Il Proletario.
Fu amico sia di Giuseppe Di Vittorio che di Guido Picelli, e si occupò anche del periodico L'Ardito del Popolo.
Nel seguito si avvicinò sempre più al Partito Comunista d'Italia.